# 員弁町
員弁町（いなべちょう）は、かつて三重県員弁郡に存在した町。
2003年（平成15年）12月1日、員弁郡北勢町・大安町・藤原町と合併していなべ市が発足し、員弁町は廃止された。

## 地理

### 隣接していた自治体
- 員弁郡 北勢町、大安町、東員町
- 桑名郡 多度町

### 地区
楚原
いなべ市員弁町楚原。1889年、御薗村・畑新田・松名新田・平古村・大泉新田・金井村と共に大泉原村を形成した。1941年以降員弁町の一部となる。同音異字の地名・人名には、蘇原（蘓原）、曽原（曾原）、祖原が存在する。楚原駅、三重県道557号楚原停車場線が存在する。

## 歴史
- 1941年（昭和16年）2月11日 - 笠田村・大泉村・大泉原村が合併して発足。
- 2003年（平成15年）12月1日 - 北勢町・大安町・藤原町と合併していなべ市が発足。同日員弁町廃止。

## 教育

### 中学校
- 員弁町立員弁中学校（現・いなべ市立員弁中学校）

### 小学校
- 員弁町立西小学校（現・いなべ市立員弁西小学校）
- 員弁町立東小学校（現・いなべ市立員弁東小学校）

### 社会教育
- 員弁町コミュニティプラザ
  - 員弁町図書館

## 交通

### 鉄道
- 三岐鉄道
  - 北勢線：大泉駅 - 楚原駅

過去に上笠田駅、畑新田駅、長宮駅、大泉東駅があった。

## 名所・旧跡・観光スポット・祭事・催事

### 名所・旧跡
- 刻限日影石（県指定有形民俗文化財）
- 銅造誕生釈迦仏立像（県指定有形文化財）
- 岡一号古墳（町指定文化財：史跡）
- 金井城址（町指定文化財：史跡）
- 槇ノ木（町指定天然記念物）
- コノハナザクラ（町指定天然記念物）

### 祭事・催事
- 大溜弁天祭
- 天白祭
- サマーフェスティバルいなべ祭り
- 農業商工まつり

### 娯楽施設
- 梅戸井会館 - 映画館。1960年頃の員弁郡には梅戸井会館のほかに、北勢町に北勢文化映劇があった[注 1]。